# گرازان علیا
گرازان علیا، روستایی از توابع بخش مرکزی شهرستان گیلانغرب در استان کرمانشاه ایران است.مردم این روستا از ایل کهن گیلانی کلهر می‌باشند و بزرگ ان کدخدا الله بخش رستمی می‌باشد  که در تعاملات منطقه و ایل کلهر صاحب نظر بوده‌است.

## جمعیت
این روستا در دهستان حومه قرار دارد و براساس سرشماری مرکز آمار ایران در سال ۱۳۸۵، جمعیت آن ۲۱۲ نفر (۴۹خانوار) بوده‌است.